# Richard Garland
Richard Garland (Mineral Wells, 7 luglio 1927 – Los Angeles, 24 maggio 1969) è stato un attore statunitense.

## Biografia
Recitò in oltre 20 film e in oltre 50 produzioni televisive. Fu accreditato anche con il nome Charles Garland. È noto per aver interpretato il connestabile Clay Horton nella serie televisiva Lassie dal 1954 al 1957.
Sempre per la televisione, prese parte a quattro episodi di Dragnet, quattro episodi di 26 Men, quattro episodi di Indirizzo permanente, cinque episodi di Letter to Loretta e cinque episodi di Il virginiano. Per il cinema interpretò diversi ruoli in B movie. Tra i ruoli accreditati vi sono quelli di Dale Drewer in L'assalto dei granchi giganti (1957), Pendragon in La sopravvissuta (1957), Louis in Una ragazza e una pistola (1957), il capitano John Prescott in Assedio all'ultimo sangue (1960), Ed Johnson in Il giorno dopo la fine del mondo (1962) e il colonnello Frank Cromwell in Ammutinamento nello spazio (1965).
Morì a soli 41 anni per alcune complicanze dovute a problemi d'alcolismo.

## Filmografia

### Cinema
- Vedovo cerca moglie (Week-End with Father), regia di Douglas Sirk (1951)
- L'ultimo fuorilegge (The Cimarron Kid), regia di Budd Boetticher (1952)
- Kociss l'eroe indiano (The Battle at Apache Pass), regia di George Sherman (1952)
- L'autocolonna rossa (Red Ball Express), regia di Budd Boetticher (1952)
- L'angelo scarlatto (Scarlet Angel), regia di Sidney Salkow (1952)
- La frontiera indomita (Untamed Frontier), regia di Hugo Fregonese (1952)
- Il figlio di Alì Babà (Son of Ali Baba), regia di Kurt Neumann (1952)
- Immersione rapida (Torpedo Alley), regia di Lew Landers (1952)
- Il diario di un condannato (The Lawless Breed), regia di Raoul Walsh (1953)
- Il tenente dinamite (Column South), regia di Frederick de Cordova (1953)
- Hanno ucciso Vicki (Vicki), regia di Harry Horner (1953)
- Eternamente femmina (Forever Female), regia di Irving Rapper (1953)
- Jesse James vs. the Daltons, regia di William Castle (1954)
- Prisoner of War, regia di Andrew Marton (1954)
- Desperado (The Desperado), regia di Thomas Carr (1954)
- Alba di fuoco (Dawn at Socorro), regia di George Sherman (1954)
- L'agente speciale Pinkerton (Rage at Dawn), regia di Tim Whelan (1955)
- Duello a Bitter Ridge (The Man from Bitter Ridge), regia di Jack Arnold (1955)
- La legge del Signore (Friendly Persuasion), regia di William Wyler (1956)
- L'assalto dei granchi giganti (Attack of the Crab Monsters), regia di Roger Corman (1957)
- La sopravvissuta (The Undead), regia di Roger Corman (1957)
- Una ragazza ed una pistola (My Gun Is Quick), regia di Phil Victor e George White (1957)
- Assedio all'ultimo sangue (13 Fighting Men), regia di Harry W. Gerstad (1960)
- Il giorno dopo la fine del mondo (Panic in Year Zero!), regia di Ray Milland (1962)
- Ammutinamento nello spazio (Mutiny in Outer Space), regia di Hugo Grimaldi e, non accreditato, Arthur C. Pierce (1965)

### Televisione
- The Web – serie TV, un episodio (1953)
- The Adventures of Kit Carson – serie TV, 5 episodi (1953-1955)
- Dragnet – serie TV, 4 episodi (1953-1955)
- The Last Voyage – film TV (1953)
- La mia piccola Margie (My Little Margie) – serie TV, un episodio (1953)
- Lassie – serie TV, 19 episodi (1954-1957)
- John Marshall and the Burr Case – film TV (1954)
- Frontier – serie TV, 3 episodi (1955-1956)
- The Millionaire – serie TV, 2 episodi (1955-1958)
- Lux Video Theatre – serie TV, un episodio (1955)
- City Detective – serie TV, un episodio (1955)
- Adventures of Superman – serie TV, un episodio (1955)
- Medic – serie TV, 2 episodi (1955)
- Frida (My Friend Flicka) – serie TV, episodio 1x17 (1956)
- Le leggendarie imprese di Wyatt Earp (The Life and Legend of Wyatt Earp) – serie TV, 2 episodi (1957-1958)
- Maverick – serie TV, 2 episodi (1957-1958)
- 26 Men – serie TV, 4 episodi (1957-1959)
- Colt.45 – serie TV, 3 episodi (1957-1960)
- Letter to Loretta – serie TV, 5 episodi (1957-1961)
- The Gale Storm Show: Oh! Susanna – serie TV, un episodio (1957)
- Telephone Time – serie TV, episodio 2x32 (1957)
- Carovane verso il west (Wagon Train) – serie TV, un episodio (1957)
- Cheyenne – serie TV, 3 episodi (1958-1959)
- Indirizzo permanente (77 Sunset Strip) – serie TV, 4 episodi (1958-1961)
- Furia (Fury) – serie TV, un episodio (1958)
- Jane Wyman Presents The Fireside Theatre – serie TV, un episodio (1958)
- Climax! – serie TV, 2 episodi (1958)
- Sugarfoot – serie TV, episodi 2x09-3x11 (1959-1960)
- Beach Patrol – film TV (1959)
- The Rough Riders – serie TV, episodio 1x19 (1959)
- Il tenente Ballinger (M Squad) – serie TV, un episodio (1959)
- Zorro – serie TV, un episodio (1959)
- Captain David Grief – serie TV, un episodio (1959)
- Markham – serie TV, un episodio (1959)
- Death Valley Days – serie TV, un episodio (1959)
- Avventure lungo il fiume (Riverboat) – serie TV, un episodio (1960)
- Disneyland – serie TV, un episodio (1960)
- The Deputy – serie TV, un episodio (1960)
- Hawaiian Eye – serie TV, episodio 1x28 (1960)
- Ricercato vivo o morto (Wanted: Dead or Alive) – serie TV, episodio 2x29 (1960)
- The Donna Reed Show – serie TV, un episodio (1960)
- Lawman – serie TV, un episodio (1960)
- I racconti del West (Zane Grey Theater) – serie TV, un episodio (1960)
- The Case of the Dangerous Robin – serie TV, un episodio (1960)
- Bronco – serie TV, 2 episodi (1961-1962)
- The Rifleman – serie TV, un episodio (1962)
- Il virginiano (The Virginian) – serie TV, 5 episodi (1963-1964)
- The Wide Country – serie TV, episodio 1x28 (1963)
- La legge del Far West (Temple Houston) – serie TV, episodio 1x09 (1963)
- The Travels of Jaimie McPheeters – serie TV, episodio 1x23 (1964)
- Perry Mason – serie TV, un episodio (1965)
- Le spie (I Spy) – serie TV, episodio 1x10 (1965)
- Daniel Boone – serie TV, un episodio (1968)
- Missione impossibile (Mission: Impossible) – serie TV, un episodio (1969)